# Arsenij Golovko

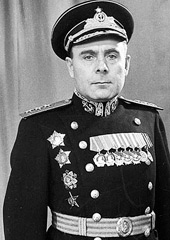
Arsenij Golovko

Arsenij Grigorjevitsj Golovko (Russisch: Арсений Григорьевич Головко) (Prochladny, 10 juni 1906 - Moskou, 17 mei 1962) was een admiraal van de Sovjet-Unie die vocht in de Tweede Wereldoorlog.

## Landbouwer
Bij uitbraak van de Russische Burgeroorlog bleef hij weg van school en werkte hij met zijn vader op het veld. In 1920 ging hij als een van de eersten van zijn dorp bij de Komsomol. Vanaf 1922 studeerde hij aan de arbeidersfaculteit in Rostov aan de Don. In 1925 studeerde hij te Moskou aan de landbouwacademie Timirjazev.

## Marine
Op 5 november 1925 riep de Marine van de Sovjet-Unie hem op. In 1927 werd hij lid van de communistische partij van de Sovjet-Unie. Hij studeerde in mei 1928 af aan de Marineschool van de Froenzeacademie. In mei 1928 was hij commandant van wacht op de torpedobootjager Froenze van de Zwarte Zeevloot. In november 1928 was hij navigator van de kanonneerboot ‘’Lenin’’. Van november 1929 tot mei 1930 was hij navigator van een groep kanonneerboten van de Kaspische Flottielje. In mei 1931 leidde hij de 3e divisie torpedobootjagers van de Baltische Vloot. In 1931 volgde hij de speciale cursus voor het commando van de staf. In  november 1931 gaf hij les aan de commandostaf van de marine. Vanaf maart 1932 was hij commandant van het vlaggenschip van de Pacifische Vloot. Vanaf januari 1933 was hij stafchef van het detachement torpedoboten. Van december 1934 was hij commandant van een brigade torpedoboten van de Pacifische Vloot. Vanaf mei 1935 was hij daar stafchef.

## Spaanse Burgeroorlog
In augustus 1936 ging hij als vrijwilliger naar de Spaanse Burgeroorlog als raadgever van de commandant van de marinebasis in de haven van Cartagena.

## Studies en vlootcommando
In 1938 studeerde hij af aan de Marine academie "Kliment Vorosjilov". In mei 1938 werd hij stafchef van de Noordelijke Vloot. Vanaf juni 1938 was hij commandant van de divisie torpedobootjagers van de Noordelijke Vloot. Vanaf juli 1938 was hij commandant van de Kaspische Flottielje. Vanaf juli 1939 was hij commandant van de Amoerflottielje. Van juli 1940 tot april 1946 voerde hij het bevel over de Noordelijke Vloot. Op 17 juni 1941 bracht hij op eigen initiatief de vloot in verhoogde staat van paraatheid nadat Duitse verkenningsvliegtuigen boven de basis vlogen.

## Tweede Wereldoorlog
Op 4 juni 1940 kreeg hij het bevel over een flottielje torpedoboten van de Baltische Vloot. Op 7 augustus 1940 kreeg hij het bevel over de Noordelijke Vloot om de strategische haven van Moermansk te beveiligen. Zijn vloot hield de Duitse troepen in Noorwegen uit de baai van Kola en beveiligde de bevoorrading door de Moermansk-konvooien.
Begin 1944 beschikte hij over 23 onderzeeboten, 8 torpedobootjagers, 20 patrouilleschepen, 14 torpedoboten, 63 patrouilleboten en 353 vliegtuigen. Golovko verplaatste een deel van de torpedoboten naar het steunpunt van de luchtmacht bij Pulmankijärvi om beter samen te werken met de piloten in de bestrijding van Duitse onderzeeboten. Midden oktober 1944 leidde hij in de Operatie Kirkenes-Petsamo de amfibische oorlogvoering bij Liinachamari. Samen met het 14e leger veroverde hij de nikkelmijnen van Petsamo.

## Vredestijd
Vanaf april 1946 was hij plaatsvervangend chef van de generale staf van de marine. Vanaf februari 1947 was hij chef van de generale staf van de marine en plaatsvervangend opperbevelhebber van de marine. In maart 1950 werd hij chef van de Generale Staf van de Marine en plaatsvervangend minister van de marine. Vanaf augustus 1952 was hij commandant van de 4e vloot in de Oostzee. 
In oktober 1955 voerde hij het bevel over een detachement Sovjetschepen en bracht voor het eerst sinds de oorlog een officieel bezoek aan Groot-Brittannië. Vanaf januari 1956 was hij commandant van de Baltische vloot. In november 1956 werd hij benoemd tot eerste plaatsvervangend opperbevelhebber van de marine. Na de kernproeven op Nova Zembla leed hij aan stralingsziekte. Hij overleed op 17 mei 1962 en rust op het 1e perceel van de Novodevitsjibegraafplaats.

## Familie
Zijn echtgenote was de actrice Kira Nikolaevna Golovko die onder meer speelde in de film Oorlog en vrede (1967). Hun dochter Natalia Arsenjevna Golovko is ook actrice en haar zoon Kirill Aleksandrovitsj Golovko-Serski is ook acteur. Hun zoon Mikhail Arsenievich Golovko is kapitein-ter-zee In 1971 studeerde hij af aan de VVMU. MV Froenze  en in 1978 aan de Marine Academie. Hij diende in de Zwarte Zeevloot en de Noordelijke Vloot en werd redacteur van het tijdschrift Marine Collection te Moskou.

## Militaire graden
- Kapitein-ter-zee 4 juli 1939
- Vlootkapitein 2e rang 29 juli 1939
- Schout-bij-nacht 4 juni 1940
- Vice-admiraal 16 september 1941
- Admiraal 31 maart 1944

## Onderscheidingen

### Sovjet-Unie
- Vier keer de Leninorde op 24 juli 1943, 1 mei 1944, 15 november 1950 en 30 juni 1956
- Vier keer de orde van de Rode Banier op 2 maart 1938, 13 augustus 1941, 11 oktober 1945 en 30 december 1956
- Twee keer de Orde van Oesjakov 1e klasse op 25 september 1944 en 28 juni 1945
- De Orde van Nachimov 1e klasse op 2 november 1944
- Twee keer de Orde van de Rode Ster op 3 november 1944 en 17 juni 1961
- Medaille "Voor de verdediging van het Sovjet-poolgebied" (1944)
- Medaille voor de Overwinning over Duitsland in de Grote Patriottische Oorlog 1941-1945
- Jubileummedaille voor XX Jaar Rode Leger van Arbeiders en Boeren

### Buitenland
- Grootkruis in de Orde van Sint-Olaf, Noorwegen in 1946
- Gouden Partizanenster van Joegoslavië op 8 mei 1946
- Orde van Broederschap en Eenheid met een Gouden Kroon van Joegoslavië op 8 mei 1946
- Commandeur met Ster in de Orde Polonia Restituta van Polen

## Nagedachtenis
- In zijn geboortestad Prochladny is een middelbare school naar hem genoemd.
- Op een plein in het stadscentrum staat een monument voor de admiraal.
- Een belangrijks snelweg in Nalchik is naar hem genoemd.
- Straten in Prochladny, Severomorsk, Baltiejsk, Kryvy Rih en Naltsjik zijn naar hem genoemd.
- De kruiser Admiral Golovko, in dienst van 1962 tot 2002 was naar hem genoemd.
- Het fregat Admiral Golovko te water gelaten in mei 2020 draagt zijn naam.
- Een monument is opgericht te Naltsjik.

## Films
- Documentaire "IJsvrije haven van hoop" van Daria Chrenova, 2022
- Documentaire "Dagboek van Admiraal Golovko" van Irina Moroz, 2008
- In de televisieserie “Black Pea Coats" uit 2018 vertolkte Aleksander Robak de rol van admiraal Golovko

## Boeken
- "Eerste dagen", 1958
- "Voor het nageslacht" - Uit "de dagboeken van 1941-1945", 1960
- "Samen met de vloot", 1960

- Bibliothèque nationale de France: cb169866698 (data)
- Gemeinsame Normdatei: 118812548
- International Standard Name Identifier: 0000 0000 7289 2088
- Library of Congress Control Number: n85029017
- Nationale Bibliotheek van Tsjechië: jn20000602022
- Nationale Bibliotheek van Israël: 987007335059905171
- Nederlandse Thesaurus van Auteursnamen: 128620196
- Système universitaire de documentation: 260320757
- Virtual International Authority File: 102459915
- WorldCat: E39PBJmdvPGMv7vJTcBKjhcdcP